# Equips de la temporada 1995/96 de la Primera Divisió Espanyola
A la temporada 1995/1996 de la primera divisió Espanyola de futbol hi van participar 22 equips per primera vegada en la història de la competició, arran que la Federació espanyola no aplicara la sanció administrativa a Sevilla FC i a Celta de Vigo per problemes econòmics, que significaven la permanència del Reial Valladolid i el SD Albacete. A les postres, l'ens federatiu va deicidir admetre a tots quatre a la màxima categoria. En el terreny esportiu, la lliga va estar guanyada per l'Atlètic de Madrid, i van baixar a Segona Divisió el CP Mérida, la UD Salamanca i el SD Albacete. Va ser la temporada del debut a la categoria del CP Mérida.
Els jugadors que van participar en cada equip van ser els següents, ordenats per nombre de partits disputats.

## Atlético de Madrid
| - Molina 42 - Pantic 41 - 10 gols - Vizcaíno 41 - 3 gols - Toni 40 - Solozábal 40 - Geli 39 - 1 gol - Pènev 37 - 16 gols - Caminero 37 - 9 gols - Simeone 37 - 12 gols - Santi 37 - Kiko 34 - 11 gols - López 32 - 2 gols | - Roberto 31 - 3 gols - Biagini 28 - 3 gols - Pirri Mori 19 - 1 gol - Juan Carlos 13 - 2 gols - Tomás 12 - Correa 9 - Fortune 3 - Dani 1 - De la Sagra 1 - Ricardo 0 - Soler 0 |

Entrenador: Radomir Antić 42

## València Club de Futbol
| - Fernando 42 - 10 gols - Mazinho 40 - Mijatovic 40 - 28 gols - Zubizarreta 39 - Camarasa 39 - 2 gols - Otero 37 - Mendieta 34 - Poyatos 32 - 5 gols - Viola 30 - 11 gols - Arroyo 30 - 6 gols - Romero 30 - 1 gol - Gàlvez 28 - 11 gols | - Eskurza 27 - 1 gol - José Ignacio 27 - Engonga 25 - Patxi Ferreira 24 - Sietes 20 - Javi Navarro 19 - Iñaki 11 - Bartual 4 - Raúl Martínez 2 - Rafa 0 - Serer 0 |

Entrenador: Luis Aragonés 42

## FC Barcelona
| - Sergi 40 - Busquets 37 - Popescu 35 - 5 gols - Figo 35 - 5 gols - Nadal 35 - 2 gols - Roger 33 - 5 gols - Bakero 32 - 6 gols - Kodro 32 - 9 gols - Guardiola 32 - 1 gol - De la Peña 31 - 7 gols - Abelardo 31 - 1 gol - Òscar 28 - 10 gols - Ferrer 28 - Amor 28 - 6 gols - Hagi 19 - 3 gols | - Prosinečki 19 - 2 gols - Carreras 18 - Celades 16 - 2 gols - Jordi Cruyff 13 - 2 gols - Cuéllar 12 - 2 gols - Toni Velamazán 11 - 3 gols - Moreno 7 - Angoy 4 - Lopetegi 2 - Garcia Pimienta 1 - Setvalls 1 - Rufete 1 - Quique Álvarez 1 - Juanjo 1 - Xavi Roca 1 |

Entrenador: Johan Cruijff 40, Carles Rexach i Cerdà 2

## RCD Espanyol
| - Urzaiz 41 - 13 gols - Toni 40 - Torres Mestre 40 - 1 gol - Brnovic 40 - 1 gol - Cristóbal 40 - Pochettino 39 - 3 gols - Lardin 38 - 17 gols - Arteaga 37 - 3 gols - Herrera 36 - Benítez 36 - 6 gols - Francisco 35 - 3 gols - Javi 35 - 2 gols | - Pacheta 34 - 2 gols - Bogdanovic 24 - 5 gols - Toril 17 - Raducioiu 16 - 5 gols - Àlex Fernàndez 14 - 2 gols - Luis Cembranos 11 - Nando 10 - Raul 2 - Miguel 1 - Peraile 1 - Jaime Molina 0 |

Entrenador: José Antonio Camacho Alfaro 42

## CD Tenerife
| - Ojeda 41 - Pizzi 41 - 31 gols - Aguilera 39 - 5 gols - Robaina 39 - 1 gol - Llorente 39 - 4 gols - Chano 38 - 2 gols - Pinilla 36 - 7 gols - César Gómez 36 - Felipe 35 - 2 gols - Jokanovic 34 - 2 gols - Hapal 31 - 5 gols | - Vivar Dorado 29 - 1 gol - Alexis 25 - Ramis 25 - 1 gol - Juanele 25 - 7 gols - Antonio Mata 24 - 2 gols - Conte 16 - Víctor 9 - 1 gol - Ballesteros 6 - Latorre 2 - Buljubasich 1 - Toni 0 |

Entrenador: Juup Heynckes 42

## Reial Madrid
| - Raúl 40 - 19 gols - Quique 33 - 1 gol - Míchel 33 - 6 gols - Sanchis 32 - 1 gol - Milla 32 - Hierro 31 - 7 gols - Buyo 31 - Luis Enrique 31 - 3 gols - Zamorano 29 - 12 gols - Laudrup 28 - 8 gols - Alkorta 26 - 2 gols - Amavisca 25 - 3 gols - Chendo 23 - Redondo 23 - 2 gols - Lasa 23 - 1 gol | - Esnáider 20 - 1 gol - Soler 14 - 1 gol - Álvaro 14 - 2 gols - Freddy Rincón 14 - Fernando Sanz Durán 13 - Cañizares 12 - García Calvo 10 - Guti 9 - 1 gol - Sandro 9 - 2 gols - Gómez 6 - 2 gols - Petkovic 3 - Iván 3 - 1 gol - Nando 2 - Víctor 1 |

Entrenador: Jorge Alberto Valdano Castellano 22, Vicente del Bosque González 1, Arsenio Iglesias Pardo 19

## Real Sociedad
| - Alberto 41 - Fuentes 40 - Loren 39 - 2 gols - Aranzábal 38 - De Pedro 38 - 5 gols - Karpin 37 - 13 gols - Pikabea 36 - Idiakez 33 - 4 gols - Gracia 32 - 2 gols - Pürk 30 - 5 gols - Luis Pérez 29 - 8 gols - Imaz 29 | - Albistegi 29 - 3 gols - Craioveanu 29 - 11 gols - De Paula 25 - 6 gols - Uria 19 - Imanol 14 - 1 gol - Yaw 13 - Miguel Ramírez 10 - Lumbreras 7 - Emery 5 - 1 gol - Agirre 1 - Olabe 1 - Arteaga 0 |

Entrenador: Salvador Iriarte Montejo 14, Javier Iruretagoyena Amiano 28

## Real Betis
| - Jaro 40 - Pier 39 - 14 gols - Alexis 39 - 4 gols - Merino 37 - 1 gol - Cañas 37 - 2 gols - Stosic 37 - 4 gols - Josete 36 - Alfonso 35 - 12 gols - Jarni 34 - 8 gols - Sabas 32 - 7 gols - Jaume Quesada 29 - Olias 29 | - Vidakovic 28 - 1 gol - Jose Maria 22 - Arpón 18 - 1 gol - Márquez 17 - Kowalczyk 16 - 4 gols - Menéndez 14 - 1 gol - Sànchez Jara 12 - 1 gol - Roberto Rios 11 - Ureña 5 - Diezma 2 - Quico 1 |

Entrenador: Llorenç Serra Ferrer 42

## Deportivo de la Corunya
| - Donato 39 - 5 gols - Manjarín 38 - 8 gols - Paco 36 - 1 gol - Đukić 35 - Liaño 35 - Bebeto 34 - 25 gols - Aldana 33 - 6 gols - Fran 33 - 3 gols - Txiki Begiristain 33 - 2 gols - Voro 30 - Radchenko 28 - 5 gols - Alfredo 28 - 1 gol - López Rekarte 27 - 2 gols - Villarroya 25 | - Nando 24 - Mauro Silva 22 - David 22 - 3 gols - Viqueira 19 - Ribera 15 - Milovanovic 12 - Canales 7 - Martín Vázquez 5 - Braulio 2 - Aira 1 - Maikel 1 - Elduayen 0 - Deus 0 |

Entrenador: John Benjamin Toshack 42

## SD Compostela
| - Falagán 42 - José Ramón 40 - 6 gols - Villena 39 - 3 gols - Nacho 39 - Christensen 38 - 12 gols - Eraña 38 - Mauro 38 - 1 gol - Bellido 38 - 2 gols - Lekumberri 37 - 3 gols - Fabiano 35 - 5 gols - Passi 35 - Ohen 34 - 11 gols | - Tocornal 31 - Virgilio 17 - 1 gol - Paniagua 15 - 2 gols - Abadia 14 - Paco Llorente 11 - Dulce 10 - Toño Castro 8 - 1 gol - Festus Agu 8 - Toni 4 - Skocic 1 - Fernando 0 - Vilaseca 0 |

Entrenador: Fernando Vázquez Pena 42

## Celta de Vigo
| - Prats 41 - Patxi Salinas 40 - Alejo 40 - 2 gols - Juan Sánchez 37 - 10 gols - Gudelj 37 - 15 gols - Ratkovic 36 - 5 gols - Eusebio 35 - 1 gol - Merino 33 - Berges 30 - Gil 29 - 1 gol - Desio 28 | - Mariano 27 - Agirretxu 27 - Milojevic 25 - 6 gols - Geli 22 - 1 gol - Tàrraga 22 - Vicente 20 - Míchel Salgado 18 - Bajcetic 15 - 2 gols - Carlos Pérez 12 - 2 gols - Lakabeg 9 - Villanueva 1 |

Entrenador: Carlos Daniel Aimar 8, Fernando Castro Santos 34

## Sevilla Fútbol Club
| - Prieto 40 - Moya 36 - 8 gols - Marcos 36 - 1 gol - Jiménez 32 - Suker 32 - 16 gols - Martagón 32 - Rafa Paz 31 - 2 gols - Monchu 30 - 5 gols - Carlos 29 - 4 gols - Diego 29 - Juanito 28 - 2 gols - Ferreras 24 - Unzué 24 - Pedro 20 - Monchi 18 - Pepelu 18 - 1 gol | - Tevenet 18 - Jelicic 14 - 1 gol - Moacir 13 - 1 gol - Pineda 12 - Quique Estebaranz 11 - Petkovic 8 - 1 gol - Santaella 8 - Galván 6 - Yordi 6 - 1 gol - Oulida 5 - Peixe 5 - Arturo 2 - Míchel 2 - Salva 1 - Agostinho 0 |

Entrenador: Antonio José Oliveira Concepciao 8, Juan Carlos Álvarez Vega 15, Víctor Rodolfo Espárrago Videla 19

## Real Zaragoza
| - Santi Aragón 38 - 4 gols - Dani 38 - 3 gols - Belsué 37 - Poyet 36 - 11 gols - Aguado 36 - 2 gols - Óscar 32 - 1 gol - Nayim 32 - 2 gols - Juanmi 31 - Cáceres 30 - 2 gols - Higuera 29 - 2 gols - Morientes 29 - 13 gols - Garcia Sanjuán 27 | - Solana 27 - Pardeza 26 - 2 gols - Paqui 26 - Rambert 20 - 5 gols - Gustavo López 18 - 2 gols - Cuartero 18 - Berti 16 - Gay 14 - Belman 11 - Iñigo 1 - Cedrún 0 |

Entrenador: Víctor Fernández Braulio 42

## Real Oviedo
| - Mora 38 - Manel 38 - 1 gol - Armando 38 - 1 gol - Oli 38 - 11 gols - Suárez 38 - 1 gol - Stojkovski 37 - Berto 37 - 1 gol - Carlos 36 - 10 gols - Jerkan 35 - 1 gol - Pedro Alberto 33 - 1 gol - Dubovsky 30 - 7 gols - Andrés 30 - Ivan Ania 23 - 1 gol - César 20 - 1 gol - Onopko 19 - 1 gol - Losada 16 - 3 gols | - Christiansen 16 - 5 gols - Rivas 8 - 1 gol - Francisco Sanz Durán 7 - Scepanovic 7 - Jorge 5 - Andrades 3 - Cano 3 - Amieva 2 - Emilio 2 - Chechu 1 - 1 gol - David 1 - Helio 1 - Iván 1 - Simón 1 - Rafa 1 |

Entrenador: Ivan Brzic 42

## Athletic Club de Bilbao
| - Iñigo Larrainzar 39 - Carlos García 38 - 5 gols - Oskar Vales 37 - 1 gol - Larrazábal 36 - 2 gols - Valencia 35 - Goikoetxea 33 - Etxeberria 33 - 7 gols - Ziganda 33 - 9 gols - Guerrero 33 - 9 gols - Karanka 31 - Alkiza 27 - Garitano 26 - 2 gols - Urrutia 25 | - Tabuenka 23 - 1 gol - Estíbariz 21 - Bolo 20 - 3 gols - Andrinua 16 - 2 gols - Galdames 16 - Valverde 13 - 1 gol - Txutxi 10 - Aizkorreta 8 - Felipe Guréndez 5 - Bidaurrazaga 4 - Lambea 4 - Lakabeg 2 - Mendiguren 2 |

Entrenador: Dragoslav Stepanovic 31, José María Amorrortu Prieto 11

## Real Valladolid
| - César Sánchez 40 - Fernando 40 - 7 gols - Peternac 39 - 23 gols - Antía 39 - Quevedo 38 - 13 gols - Torres Gómez 31 - 1 gol - Juan Carlos 28 - Raúl 28 - 1 gol - Baraja 27 - 1 gol - Soto 27 - Vara 27 - Marcos 26 - 1 gol - Iván Campo 24 - 2 gols - Gutiérrez 21 - 1 gol - Peña 18 - Halilovic 17 - Benjamín 16 - 3 gols | - Santamaría 15 - Fonseca 11 - 1 gol - Ramón 10 - Mosquera 9 - Pavón 9 - Turiel 8 - 1 gol - Asanovic 8 - 1 gol - Guevara 8 - Sandy 4 - Iván Alonso 2 - Ruano 1 - Óscar 1 - Diego 0 - Vilaseca 0 - Chuchi Macón 0 - Iván Rocha 0 |

Entrenador: Rafael Benítez Maudes 23, Antonio Sánchez Santos 1, Vicente Cantatore Socci 18

## Racing de Santander
| - Ceballos 41 - Alberto 40 - 6 gols - Merino 39 - 4 gols - Luís Fernández 39 - 2 gols - Pablo Alfaro 38 - Mutiu 37 - 7 gols - Billabona 33 - 5 gols - Esteban Torre 33 - Faizulin 33 - 6 gols - Iñaki 32 - 2 gols - Popov 32 - 8 gols - Tomás 32 - 1 gol - Txema 31 - 1 gol | - Álvaro 22 - 1 gol - Roncal 21 - Torrecilla 16 - Suances 15 - 3 gols - Zygmantovich 13 - Quique Setién 12 - Ismael 7 - Nené 5 - Munitis 4 - Herrera 3 - Mario Bermejo 1 - Otxotorena 1 |

Entrenador: Vicente Miera 20, Nando Yosu 22

## Sporting de Gijón
| - Julio Salinas 38 - 18 gols - Bango 38 - 1 gol - Hugo Pérez 37 - 4 gols - Pablo 37 - Ablanedo II 36 - Tomás 35 - 2 gols - Eloy 33 - 3 gols - Velasco 33 - 1 gol - Dani Bouzas 31 - 1 gol - David Cano 31 - 2 gols - Lediàkhov 30 - 8 gols - Avelino 29 - 1 gol - Muñiz 26 - Giner 24 - Mario Cotelo 23 - 2 gols | - Iván 18 - Sabou 15 - 2 gols - Acebal 13 - Yekini 10 - 3 gols - Tino 9 - Marcos Vales 9 - Ramón 8 - José Manuel 5 - Marcelino 4 - Morales 3 - Sergio 2 - Aitor 1 - Álex 1 - Rogelio 1 |

Entrenador: Ricardo Rezza Pérez 19, Ramiro Solís Vázquez 1, José Manuel Díaz Novoa 22

## Rayo Vallecano
| - Aquino 40 - 14 gols - Onésimo 39 - 6 gols - Calderón 38 - 2 gols - De Quintana 38 - Alcázar 37 - Barla 37 - 2 gols - Ezequiel Castillo 35 - 1 gol - Guilherme 34 - 10 gols - Baroja 33 - 2 gols - Cortijo 33 - 2 gols - Cota 32 - 1 gol - Palacios 29 - Martín González 25 | - Abel 21 - Wilfred 16 - Andrijasevic 15 - 4 gols - Josemi 14 - Gallego 13 - Lema 11 - Míchel 10 - Edu 9 - 1 gol - Ruano 9 - 1 gol - España 6 - Fernando 3 - Morillas 1 - Márquez 0 |

Entrenador: Pedro María Zabalza Inda 7, Francisco Baena Jiménez 1, Marcos Alonso Peña 31, Fernando Zambrano Sánchez 3

## Albacete Balompié
| - Bjelica 40 - 13 gols - Zalazar 38 - 11 gols - Manolo 37 - Jesús 35 - Coco 34 - 2 gols - Escaich 32 - 3 gols - Alejandro 31 - 1 gol - Josico 28 - 2 gols - Tomàs 27 - Marcos 25 - Pedro Riesco 25 - 4 gols - Luna 25 - 10 gols - Kasumov 22 - 4 gols - Vasiljevic 22 - Sotero 21 - Maqueda 20 - 1 gol | - Ortega 18 - 1 gol - Balaguer 17 - Luke 14 - Juli 15 - Mario 15 - 1 gol - Chesa 12 - José Ángel 7 - Alberto 4 - Fernando 4 - Brau 4 - Soria 3 - Emilio 1 - Nappi 1 - Garzón 1 - Plotnikov 1 |

Entrenador: Benito Floro Sanz 30, Iñaki Sáez 12

## CP Mérida
| - Leal 42 - Prieto 39 - 15 gols - Sinval 38 - 5 gols - Quique Martín 37 - 4 gols - Gabi Correa 34 - 3 gols - Momparlet 33 - Monreal 32 - Luis Sierra 32 - Reyes 32 - 3 gols - Urbano 29 - David Pirri 28 - José Maria 28 - Ángel Luis 27 - 1 gol - Toribio 26 | - Loren 22 - Guerrero 21 - Pissarev 20 - Korino 16 - 3 gols - Lluís 15 - 1 gol - Dulanto 11 - Vučević 11 - Pogodin 3 - 1 gol - Cuéllar 3 - Mendiondo 1 - Canabal 1 - Iru 0 - Manolo 0 |

Entrenador: Sergije Krešić 42

## UD Salamanca
| - Barbarà 42 - 12 - Aizpurua 40 - Stinga 40 - 11 gols - Iturrino 40 - 1 gol - Vellisca 39 - 1 gol - Torrecilla 38 - 1 gol - Claudio Barragán 38 - 11 gols - Medina 37 - 3 gols - Del Solar 36 - 6 gols - Sito 31 - 3 gols - Josema 28 | - Quiroga 27 - Quico 25 - 1 gol - Latorre 23 - 1 gol - Rodolfo 23 - Sukunza 21 - Luis Manuel 15 - Jandri 12 - Villafañé 7 - Ayúcar 5 - 1 gol - Josu 2 - Lozano 2 |

Entrenador: Juan Manuel Lillo Díez 28, Jesús María Lacasa Ayerbe 1, Roberto Jorge D'Alessandro Di Ninho 13